# 倫善
倫善（1434年—？），字國寶，廣東廣州府順德縣人，明朝政治人物。成化乙未進士。

## 生平
早年出身國子生，廣東鄉試第三十一名舉人。成化十一年（1475年）乙未科進士。成化十四年（1478年）任福建龍溪知縣，有學守。

## 家族
曾祖倫仕廣。祖父倫景新。父倫尚琳。